# كيفان هيرست
كيفان هيرست (بالإنجليزية: Kevan Hurst)‏ (27 أغسطس 1985 في المملكة المتحدة - ) هو لاعب كرة قدم بريطاني في مركز الوسط. لعب مع ستوكبورت كونتي وسكونثورب يونايتد وشيفيلد يونايتد ونادي تشيسترفيلد ونادي ساوثيند يونايتد ونادي كارلايل يونايتد ونادي والسول ونادي موركامب ونادي بوسطن يونايتد.

## وصلات خارجية
- كيفان هيرست على موقع قاعدة بيانات كرة القدم.إي يو (الإنجليزية)
- كيفان هيرست على موقع Soccerbase.com (لاعب) (الإنجليزية)
- كيفان هيرست على موقع Soccerway.com (الإنجليزية)